# Чарлі Кокс
Ча́рлі Кокс (англ. Charlie Cox; нар. 15 грудня 1982, Лондон) — англійський театральний та кіноактор, який здобув широку популярність після участі в ряді кінофільмів, серед яких «Казанова» і «Зоряний пил».

## Біографія
Чарлі Кокс народився в Лондоні 15 грудня 1982 року. Він був найменшою дитиною, серед п'яти дітей сімейства Коксів. Його сім'я переїхала в Східний Сассекс, де Чарлі провів все своє дитинство. Кокс поступив в школу Sherborne School, де став вчитися на актора. Також Чарлі Кокс закінчив Bristol Old Vic Theatre School.
Його перший досвід на сцені відбувся у Шерборні. На сцені театрів Чарлі Кокс виконував таких персонажів, як Магсі з п'єси «Patrick Marber Dealers Choice» чи Джона Бейтса з «Генріха V». Типаж і зовнішність Чарлі дозволяли йому вільно перевтілюватися у героїв благородної крові, тому такі ролі Коксу вдавалися особливо легко.
У 2003 році Чарлі з'являється в драматичному фільмі «Крапки над і», в якому він зіграв одну з другорядних ролей. Фільм отримав досить непогані рейтинги, а режисер за свою роботу був нагороджений призом глядацьких симпатій на кінофестивалі в Довілі, Франція. Вже через рік, у 2004-му, Чарлі з'являється в екранізації твору Вільяма Шекспіра «Венеційський купець». У цьому фільмі Кокс зіграв Лоренцо. У 2006 році «Венеційський купець» виграв «Срібну стрічку» від «Italian National Syndicate of Film Journalists» за «найкращий дизайн» фільму.
У 2005 році на екрани вийшов «Казанова», після якого про Кокса дійсно заговорили всерйоз. Мало того, що фільм вийшов комерційно успішним, він був органічним, а Кокс, який грав брата головної героїні, також мав гарний вигляд у костюмі середньовічного італійського вельможі.
У 2006 році Чарлі грає головну роль в телевізійному серіалі «Льюїс».
2007 рік став дійсно успішним для Кокса — на екрани вийшов фантастичний фільм «Зоряний пил» з Коксом в головній ролі. У цьому фільмі він працював з такими зірками, як Мішель Пфайффер і Роберт Де Ніро. Фільм привернув до себе велику увагу, і був відзначений кінокритиками, а також нагородами, як «найкращий фільм року».
Закріпив славу «Зоряного пилу» фільм з Коксом в головній ролі «Камінь долі» про спробу чотирьох студентів повернути символ Шотландії назад на батьківщину.
10 квітня 2015 року на телеекрани вийшов новий серіал «Шибайголова», в якому Кокс зіграв роль Метта Мердока (Шибайголови).

## Фільмографія

### Фільми
| Рік  | Українська назва                | Оригінальна назва               | Роль                         |
| ---- | ------------------------------- | ------------------------------- | ---------------------------- |
| 2003 | Крапки над і                    | Dot the i                       | Тео                          |
| 2004 | Венеційський купець             | The Merchant of Venice          | Лоренцо                      |
| 2005 |                                 | Things to Do Before You're 30   | Денні                        |
| 2005 | Казанова                        | Casanova                        | Джованні Бруні               |
| 2006 | Для Андромеди                   | A for Andromeda                 | Денніс Бріджер               |
| 2006 | Візантійська принцеса           | The Maidens' Conspiracy         | Діафебус                     |
| 2007 | Зоряний пил                     | Stardust                        | Трістан Торн                 |
| 2008 | Гаррі, Генрі і повія            | Harry, Henry and the Prostitute | Гаррі                        |
| 2008 | Камінь долі                     | Stone of Destiny                | Єн Гамільтон                 |
| 2009 | Великий хлопець                 | Big Guy                         | Чак                          |
| 2009 | Досконалий                      | Perfect                         | Пол                          |
| 2009 | Славний 39                      | Glorious 39                     | Лоренс                       |
| 2011 | Там мешкають дракони            | There Be Dragons                | Хосемарія Ескріва де Балаґер |
| 2011 | Ненсі, Сід і Серджіо            | Nancy, Sid and Sergio           | незначна роль                |
| 2012 | Сонячний ранок                  | A Sunny Morning                 | Адам                         |
| 2013 | Привіт, Картер                  | Hello Carter                    | Картер                       |
| 2013 | Спадщина                        | Legacy                          | Чарльз Тороугуд              |
| 2014 | Теорія всього                   | The Theory of Everything        | Джонатан Гельєр Джонс        |
| 2017 | Натуральні упирі                | Eat Locals                      | Генрі                        |
| 2018 | Король злодіїв                  | King of Thieves                 | Базіл                        |
| 2021 | Людина-павук: Додому шляху нема | Spider-Man: No Way Home         | Метт Мердок / Шибайголова    |

### Телесеріали
| Рік       | Українська назва               | Оригінальна назва         | Роль                      | Примітки              |
| --------- | ------------------------------ | ------------------------- | ------------------------- | --------------------- |
| 2002      | Суддя Джон Дід                 | Judge John Deed           | молодий Вікар             | Серія: «Кожна дитина» |
| 2006      | Льюїс                          | Lewis                     | Денні Гріффон             | пілотна серія         |
| 2006      | Для Андромеди                  | A for Andromeda           | Денні Бріджер             | Телевізійний фільм    |
| 2010      | Абатство Даунтон               | Downton Abbey             | герцог Кроуборо           | Серія: «1.1»          |
| 2011      | Мобі Дік                       | Moby Dick                 | Ізмаїл                    | 2 серії               |
| 2011–2012 | Підпільна імперія              | Boardwalk Empire          | Овен Слейтер              | 20 серій              |
| 2013      | Висвячений                     | The Ordained              | Том Рейллі                | пілотна серія         |
| 2013      | Спадщина                       | Legacy                    | Шарль Тароугґуд           | пілотна серія         |
| 2015–2018 | Шибайголова                    | Daredevil                 | Метт Мердок / Шибайголова | 49 серій              |
| 2017      | Захисники                      | The Defenders             | Метт Мердок / Шибайголова | 8 серій               |
| 2021      | Родич                          | Kin                       | Майкл Кінселла            | 8 серій               |
| 2022      | Жінка-Галк: Адвокатка          | She-Hulk: Attorney at Law | Метт Мердок / Шибайголова |                       |
| 2023      | Ехо                            | Echo                      | Метт Мердок / Шибайголова |                       |
| 2024      | Шибайголова: Народжений наново | Daredevil: Born Again     | Метт Мердок / Шибайголова |                       |

Відеоігри
| Рік  | Оригінальна назва            | Роль   |
| ---- | ---------------------------- | ------ |
| 2025 | Clair Obscure: Expedition 33 | Гюстав |